# Прапор Прилук
Пра́пор Прилу́к — міський стяг Прилук.

## Опис
Прапор Прилук — це прямокутне шовкове полотнище зеленого кольору, співвідношення сторін 2 і 3, з двостороннім зображенням св. Георгія на білому коні, який лівою рукою вражає списом поверженого змія, а у правій тримає блакитний щит з золотою головою бика, пронизаного золотою шаблею, по кутах полотнища зображені крилаті голівки херувимів, по краю золотиста окантовка.
Затверджено прапор Прилук рішенням 19 сесії міської ради 23 скликання.